# توماس س. هيند
توماس س. هيند (بالإنجليزية: Thomas S. Hinde)‏ (و. 1785 – 1846 م) هو مستكشف، ومؤرخ، وثيولوجي، وكاتب يوميات من الولايات المتحدة الأمريكية. ولد في مقاطعة هانوفر.
توفي في ماونت كرمل. بسبب ذات الرئة .